# Вишневецкий, Дмитрий Иванович
Дми́трий Ива́нович Вишневе́цкий (укр. Дмитро Вишневецький; пол. Dymitr Wiśniowiecki, ? — 1563, Стамбул) — волынский православный магнат из рода Вишневецких.
Д. И. Вишневецкий владел обширными землями в Кременецком повете. С 1551 года — староста Черкасский и Каневский Великого княжества Литовского. В 1555 на небольшом днепровском острове Малая Хортица устроил дерево-земляной городок. Опираясь на этот форпост Вишневецкий в 1556 году организовал два похода в турецкие и крымские владения (на города Очаков и Ислам-Кермен). В 1558 году перешёл на службу к царю Ивану IV Васильевичу. В 1563 году вмешался в междоусобную борьбу молдавского боярства, был взят в плен и выдан турецкому правительству. По приказу султана Вишневецкого казнили в Константинополе. В других источниках указано что в 1563 году группой молдавских бояр, недовольных своим господарем Стефаном IX, на трон господаря был призван князь Дмитрий Иванович Вишневецкий, и во главе 4 000 войска он вторгся в Молдавию, защищая Молдавию от турок, он был ими схвачен, взят в плён, отправлен в Константинополь, где жестоко казнён.

## Биография
Дмитрий Иванович Вишневецкий был старшим из четырёх сыновей Ивана Михайловича Вишневецкого (умер в 1543 году), от его первой жены Анастасии Семёновны (из рода Олизаров, умер до 1541 года). Отец, Иван Михайлович, был старостой эйшинским и ворчинским (1533 год), старостой пропойским и чечерским (1536).
Род князей Вишневецких (герба Корибут) принадлежал к числу крупнейших землевладельцев Великого княжества Литовского (их владения были преимущественно в Западной Волыни). Дмитрий владел несколькими имениями в Кременецком уезде, среди которых были Подгайцы, Окнин, Кушнин, Лопушно, Таража, Камарин, Крутнев и так далее.
Впервые Дмитрий Вишневецкий упоминается в источниках в 1545 году.
Вероятно принимал участие в борьбе против Османской империи в конце 1530-х — начале 1540-х гг.
Дмитрий был державцем вонячицким с 1547 года, старостой Черкасским и Каневским Великого княжества Литовского.
В 1553 году побывал в Османской империи с целью освобождения из плена своего дяди Фёдора Вишневецкого. В 1554 году Сигизмунд II Август назначил Дмитрия Вишневецкого стражником на Хортице.

## Городок близ о. Хортицы
Вишневецкий построил на острове Малая Хортица деревянно-земляной городок (замок), который историки считают прототипом Запорожской Сечи. Опираясь на этот форпост, в 1556 году организовал два похода в турецкие и крымские владения на турецкую крепость Очаков и татарскую крепость Ислам-Кермен (возле современного города Каховка). В 1556 Вишневецкий отправил два своих посольства в Москву с целью расширения антиосманской коалиции, а также дважды отражал турецкие нападения на городок. В октябре 1557 года крымский хан Девлет-Гирей I совершил новый поход на форпост Вишневецкого, собрав крымских татар, ногайцев, а также турецкие и молдавские войска. Вишневецкий вынужден был покинуть Хортицу и отступить к Монастырскому острову (ныне в черте города Днепр).

## Гетманство Вишневецкого
Д. Вишневецкого называют «основателем Запорожской Сечи». Казацкий летописец XVIII в. полковник Грабянка называет Вишневецкого казацким гетманом, однако в источниках XVI века такой титул Вишневецкого не встречается.
В первой половине XVI века военно-политическая организация запорожского казачества находилась ещё в зародышевом состоянии. Численность казаков была небольшой, они были рассредоточены, действовали разрозненными отрядами, значительную часть которых возглавляли пограничные старосты. Вишневецкий, как староста черкасский и каневский, был управителем казацких земель, а следовательно руководил отрядами казаков и воспринимался как их гетман, хотя формально гетманом мог не быть. Если князь и был гетманом, то благодаря власти старосты, а не через избрание казаками, поскольку казацкая выборная система ещё не приобрела достаточного развития.

## Служба Ивану IV
В знак протеста против приказа великого князя литовского Сигизмунда II Августа прекратить набеги на Крым и Турцию в 1558 году Вишневецкий со своими казаками перешёл на службу к царю Ивану IV Васильевичу.
В другом источнике указано что поход воеводы Матвея Ивановича Ржевского, 1556 году, на Ислам-Кирмень, а затем на Очаков произвёл сильное впечатление в Литовской Украйне, и староста Каневский князь Дмитрий Вишневецкий послал царю Ивану Васильевичу челобитье, что он просит принять его на службу, так как он отъехал от Литовского короля и поставил город на острове Хортице, на Днепре. Русский царь послал к нему двоих детей боярских с «опасною» грамотой и с жалованьем.
Царь пожаловал Вишневецкому в кормление Белёв с уездом, а также, вероятно, Дедиловский уезд. Иван IV наказал Вишневецкому командовать отрядами на южной границе государства, где Вишневецкий участвовал в организации обороны от ордынцев. В 1558 году Вишневецкий с военачальником Матвеем Ржевским совершили поход на Крымское ханство, дошёл до Перекопа, вновь разорил Ислам-Кермен, заставив крымских татар перейти к обороне. В апреле 1559 года Вишневецкий разбил татар близ Азова, летом того же года воевал в понизье Дона, безуспешно атаковал Азов, разорил окрестности города, турецкие и ногайские земли на северном побережье Азовского моря. Не позднее августа 1559 года совершил нападение на Керчь. В последующие годы в связи с Ливонской войной действия русских войск в северном Причерноморье стали менее активными. В это время Вишневецкий действовал в этом регионе фактически сам.
В феврале 1560 года отправлен на Северный Кавказ (христианизировал черкесов). Летом 1560 года Иван IV, не желая обострять отношения с Османской империей, фактически отказался от сюзеренитета над Вишневецким, сообщив начальнику турецкого гарнизона Кафы план летней кампании Вишневецкого. Весной 1562 царь приказал Вишневецкому начать военные действия в его бывших владениях — черкасском и каневском поветах. Это вызвало протест Вишневецкого, в результате летом 1562 года он вернулся в Великое княжество Литовское, где ему были возвращены все звания и владения.

## Молдавская кампания, казнь
Дипломатические усилия Вишневецкого организовать русско-литовский союз для отпора крымской агрессии в 1561 году провалились, после чего он вернулся на Днепр, в Черкассы. В 1563 году молдавские бояре, недовольные своим господарем Стефаном VII пригласили Вишневецкого на молдавский трон. В том же году Вишневецкий вместе с польским магнатом Альбрехтом Ласским во главе 4-тысячного войска совершил поход на Молдавию. В одной из битв отряд Вишневецкого был разбит в битве с войсками Стефана, а Вишневецкий был ранен, взят в плен и выдан турецкому султану Сулейману I. Вишневецкий отказался переходить на турецкую службу и был казнён по приказу султана в Константинополе вместе с шляхтичем Пясецким.
Вишневецкий был казнён повешением за ребро на крюках, вмурованных в стену у морского залива. Согласно хронисту Мартину Бельскому Вишневецкий прожил ещё три дня, пока турки не убили его из луков за то, что он хулил их веру.

## Байда
Героическая смерть Вишневецкого воспета в народной исторической песне о казаке Байде, это событие отразилось в ряде хроник и генеалогических произведений. Позднее фигура Байды-Вишневецкого привлекала внимание многих деятелей украинской культуры, в частности Пантелеймон Кулиша посвятил ему пьесу «Байда, князь Вишневецький» (1884).

## Память
- В украинских городах Запорожье,Тернополь, Черкассы, Коломыя в честь Вишневецкого названы улицы.
- Памятники Вишневецкому есть в Запорожье (на острове Хортица и в Александровском районе города) и в пгт. Вишневец[31].
- Дмитрию Вишневецкому установлен барельеф на доме Черкасского музыкального училища[32]
- В 2012 году именем Вишневецкого был назван конный театр в Збаражском замке[33].
- Именем Вишневецкого планировалось назвать сторожевой корабль ПСКР проекта 1135.1 «Гетьман Вишневецкий» (бывший «Красный вымпел»). В 1992—1993 годах были собраны только 5-й и 6-й отсеки на стапеле, затем в результате отсутствия финансирования в 1995 году корабль был разобран на металл[34][35].
- Байда является героем песен групп «Сокира Перуна»[укр.], «Стары Ольса»[36][37].